# 포항우편집중국
포항우편집중국(浦項郵便集中局)은 대한민국 우정사업본부 소속의 우편집중국이다. 2007년 12월 5일 개국하였다. 경상북도 포항시 북구 흥해읍 새마을로 379(대련리)에 있다.

## 관할구역
- 경주시, 포항시, 영덕군, 영천시, 울진군, 울릉군

## 조직
- 물류총괄과
  - 물류총괄팀
  - 우편소통팀
  - 접수팀

- 기술지원과
  - 서무팀
  - 회계팀
  - 우편기계팀
  - 동력설비팀
- 지도노무실